# 公正取引委員会事務総局官房
公正取引委員会事務総局官房（こうせいとりひきいいんかいじむそうきょくかんぼう）とは、中央官庁である公正取引委員会の内部部局の一つ。

## 概要
公正取引委員会所掌事務に関する総合調整を主な業務としている。
委員会発足当初は事務局に総務部が置かれたが、1952（昭和27）年の事務局組織改編により「事務局官房」に、さらに1996（平成8）年より「事務総局官房」となった。「事務総長官房」でない点に注意を要する。

## 所掌事務
- 委員長の官印及び委員会印の保管に関すること。
- 公文書類の接受、発送、編集及び保存に関すること。
- 公文書類の審査に関すること。
- 公正取引委員会の保有する情報の公開に関すること。
- 公正取引委員会の保有する個人情報の保護に関すること。
- 事務総局の所掌事務に関する総合調整に関すること。
- 事務総局の行政の考査に関すること。
- 国会との連絡に関すること。
- 広報に関すること。
- 公正取引委員会の所掌に係る経費及び収入の予算、決算及び会計並びに会計の監査に関すること。
- 公正取引委員会所属の行政財産及び物品の管理に関すること。
- 機密に関すること。
- 委員長、委員及び事務総局の職員（以下「職員」と総称する。）の任免、給与、懲戒、服務その他の人事並びに教養及び訓練に関すること。
- 公正取引委員会の機構及び定員に関すること。
- 職員の衛生、医療その他の福利厚生に関すること。
- 公正取引委員会の所掌事務に関する政策の評価に関すること。
- 公正取引委員会年次報告に関すること。
- 公正取引委員会の情報システムの整備及び管理に関すること。
- 国立国会図書館支部公正取引委員会図書館に関すること。
- 公正取引委員会の所掌事務に関する法令案の作成に関すること。
- 審判の事務（私的独占の禁止及び公正取引の確保に関する法律（昭和22年法律第54号。以下「独占禁止法」という。）第56条第1項の規定により、公正取引委員会が審判官を指定して行わせることとした事務を除く。第8条第20号において同じ。）に関すること。
- 独占的状態に係る事件に関する審決の執行に関すること。
- 課徴金の徴収に関すること。
- 事務総局の所掌事務に係る国際機関、外国の行政機関及び国際会議に関する事務その他の国際関係事務の総括に関すること。
- 事務総局の所掌事務に係る国際協力に関する事務の総括に関すること。
- 前各号に掲げるもののほか、事務総局の所掌事務で他の所掌に属しないものに関すること。

## 組織
- 総括審議官
- 政策立案総括審議官
  - 審議官 (国際担当)
  - サイバーセキュリティ・情報化参事官
  - 参事官 (3人)
  - 特別専門官（1人以内）
  - 総務課
    - 会計室
    - 審決訟務室
    - 企画官
    - 政策調整専門官（3人以内）

  - 人事課
    - 企画官

  - 国際課
    - 企画官